# Felsőbanyaïta
La felsőbanyaïta és un mineral de la classe dels sulfats. Rep el seu nom de la localitat de Felsöbánya (Hongria), actualment Baia Sprie, a Romania, la seva localitat tipus.

## Característiques
La felsőbanyaïta és un sulfat de fórmula química Al₄(SO₄)(OH)10·4H₂O. Cristal·litza en el sistema monoclínic. La seva duresa a l'escala de Mohs és 1,5, sent un mineral molt tou. La felsőbányaïta i la basaluminita eren considerades espècies diferents fins que el 1997 es va demostrar que eran la mateixa. Degut a què la felsőbányaïta va ser descrita per Kenngott l'any 1853 i la basaluminita e 1948, s'ha preservat el nom d'aquesta.
Segons la classificació de Nickel-Strunz, la felsőbanyaïta pertany a «07.D - Sulfats (selenats, etc.) amb anions addicionals, amb H₂O, amb cations de mida mitjana només; plans d'octaedres que comparteixen vores» juntament amb els següents minerals: langita, posnjakita, wroewolfeïta, spangolita, ktenasita, christelita, campigliaïta, devil·lina, ortoserpierita, serpierita, niedermayrita, edwardsita, carrboydita, glaucocerinita, honessita, hidrohonessita, motukoreaïta, mountkeithita, shigaïta, wermlandita, woodwardita, zincaluminita, hidrowoodwardita, zincowoodwardita, natroglaucocerinita, nikischerita, lawsonbauerita, torreyita, mooreïta, namuwita, bechererita, ramsbeckita, vonbezingita, redgillita, calcoalumita, nickelalumita, kyrgyzstanita, guarinoïta, schulenbergita, theresemagnanita, UM1992-30-SO:CCuHZn i montetrisaïta.

## Formació i jaciments
Pot tenir el seu origen com un producte de la deshidratació de la hidrobasaluminita. Va ser descoberta a la mina Baia Sprie, a la província de Maramureș (Romania). Pel que fa als territoris de parla catalana, se n'ha trobat aquesta espècie a Prullans (Cerdanya, Lleida), a la mina San Miguel (Ribes de Freser, Ripollès), a la mina de la turquesa (Cornudella de Montsant, Priorat) i al dipòsit de terres rares de Mosset (Conflent).